# Phạm Văn Lâm
Phạm Văn Lâm (* 20. Mai 1992) ist ein vietnamesischer Weitspringer.

## Sportliche Laufbahn
Erste internationale Erfahrungen sammelte Phạm Văn Lâm im Jahr 2013, als er bei den Südostasienspielen in Naypyidaw mit einer Weite von 7,53 m die Bronzemedaille hinter dem Philippiner Henry Dagmil und Supanara Sukhasvasti aus Thailand gewann. Zwei Jahre später sicherte er sich bei den Südostasienspielen in Singapur mit 7,52 m die Silbermedaille hinter dem Thailänder Sukhasvasti. 2019 erreichte er dann bei den Südostasienspielen in Capas mit 7,59 m den sechsten Platz.
2013 wurde Phạm vietnamesischer Meister im Weitsprung.

## Persönliche Bestleistungen
- Weitsprung: 7,80 m, 17. September 2019 in der Ho-Chi-Minh-Stadt